# أوكوود (أوكلاهوما)
أوكوود (بالإنجليزية: Oakwood, Oklahoma)‏ هي بلدة أمريكية تقع في الولايات المتحدة في مقاطعة ديوي. يقدر عدد سكانها بـ 72 نسمة ومساحتها 0.6 كم2 و وترتفع عن سطح البحر 559 متر.